# Арби Самах
А́рби Сама́х (индон. Arby Samah; 1 апреля 1933, Пандей-Сикек, Западная Суматра — 6 сентября  2017, Паданг) — художник и первый скульптор-абстракционист Индонезии.

## Краткая биография
Окончил голландскую школу для индонезийцев в Каютанаме. В 1948—1950 гг. принимал участие в национально-освободительном движении в составе Национальной армии Индонезии против голландских агрессоров. В 1950—1953 гг. работал учителем религии в школах Падангпанджанга и Букиттингги. В 1953 году поступил в Академию живописи Индонезии в Джокьякарте, где учился у известного художника Хендры Гунавана.
После окончания академии был уличным художником. В 1960-е гг. работал в Музее сухопутных войск в Джокьякарте. В 1971—1989 гг. возглавлял отдел культуры провинции Западная Суматра, в 1989—1993 был директором художественной школы в Паданге.

## Творчество
Живописные работы Арби Самаха (в основном акварели в стиле реализма) высоко ценили Хендра Гунаван, Сударсо, Вадаят, Трубус. В области скульптуры работал в традиции монументальной фигуративной пластики. Поскольку скульптурные произведения носили абстрактный характер, они и в эпоху Сукарно, и в эпоху Сухарто не вызывали одобрения властей. Например, Сукарно, известный любитель искусства, посетив выставку, организованную в 1957 году в Бандунге в связи с Конференцией Азии и Африки, прямо заявил, что он не в восторге от абстрактной скульптуры Арби Самаха, представленной на выставке.
Создал более 200 скульптурных работ, в том числе «Луна и земля», «Мать и дитя», «Деревенская девушка», «Городская девушка», «Влюблённая парочка», «Женщина из Купанга», «Девушка на горе Каранг», «Слёзы матери», «Две девушки», «Начало бытия». Среди картин наиболее известно полотно «Минангкабау» (1959, масло), которое хранится в Национальной галерее Индонезии.

## Впечатление
Во время учёбы в Джокьякарте 40 лет назад Арби Самах заявил о себе через свои скульптурные работы в качестве одного из родоначальников современной скульптуры Индонезии.— Харди

## Семья
- Жена Муртина, пять дочерей (Aurora Murnayati, Anita Dikarina, Lenggo Geni, Nurkesuma, Adek Sukma Murti) и девять внуков.

## Участие в выставках
- Персональная выставка в Balai Budaya (Джакарта, 1975)
- Выставка скульптуры Индонезии в Balai Seni Rupa (Джакарта, 1981)
- Триеннале в Парке Исмаила Марзуки (Джакарта, 1986)
- Выставка в Oets Fine Arts Gallery (1990)
- Выставка в рамках фестиваля Истикляль (Джакарта,1991)
- Выставка исламского искусства (Пеканбару, 1994)
- Выставка абстрактного искусства в Фонде Duta Fine Arts Foundation (Джакарта, 1998)
- Выставка двух поколений в парке культуры Западной Суматры (Паданг, 1999).
- Выставка в Galeri Lontar (Джакарта, 2001)
- Выставка в Фонде Duta Fine Arts Foundation (Джакарта, 2001)
- Выставка в Национальной галерее Индонезии (Джакарта, 2001)
- Выставка в Фонде Duta Fine Arts Foundation (Джакарта, 2002)

## Публикации
- Tari rakyat daerah Minangkabau dan kaitannya dengan berbagai jenis kesenian tradisional lainnya di Sumatera Barat (Народные танцы минангкабау и их связь с другими видами традиционного искусства Западной Суматры). Disusun oleh Arby Samah. Proyek Pengembangan Kesenian Sumatera Barat, [1984], [vi], 267 p.